# Пітер Гейне Нільсен
Пітер Гейне Нільсен (нар. 24 травня 1973) — данський шахіст та шаховий тренер. Отримав звання гросмейстера ФІДЕ в 1994. Виграв дев'ять поспіль титулів Чемпіона світу з шахів як тренер, що є беззаперечним рекордом: чотири в 2007, 2008, 2010 та 2012 роках працюючи з Вішванатаном Анандом, а згодом ще п'ять з Магнусом Карлсеном у 2013, 2014, 2016, 2018 та 2021 роках.

## Шахова кар'єра
Нільсен отримав звання міжнародного майстра ФІДЕ в 1991 році та гросмейстера в 1994 році. Він п'ять разів вигравав чемпіонат Данії з шахів: у 1996, 1999, 2001, 2003 і 2008 роках. Представляв Данію на семи шахових Олімпіадах, тричі на першій дошці, з загальним результатом 60,1% (+24−10=35). Виграв бронзову медаль в індивідуальному заліку на третій дошці в Москві 1994 року . 
30 січня 2004 року провів гру проти ChessBrain, шахової програми яка використовувала для обчислення потужності більш ніж 2000 комп'юерів об'єднаних в спільну мережу. Гра закінчився нічією. 
В вересні 2005 року FIDE рейтинг Нільсена становив 2668, що на той час було найвищим рейтингом серед гравців скандинавських країн .

## Тренерська кар'єра
Нільсен тренував чемпіона світу Вішванатана Ананда з 2002 по 2012 рік. Ананд виграв титул чемпіона світу в Мексиці 2007 року і успішно захистив титул в Бонні 2008, Софії 2010 та Москві 2012.
З 2013 року Нільсен тренує Магнуса Карлсена.  В 2013 році Карлсен виграв Турнір претендентів та отримав право кинути виклик Вішванатану Ананду. В матчі за звання Чемпіону Світу з Шахів в 2014 році Магнус Карлсен переміг Ананда і з чотири рази успішно захистив свій титул після цього.
До Турніру претендентів Нільсен тренував Карлсена на турнірі в Ханти-Мансійську 2005 року, де Карлсен став наймолодшим гравцем, який коли-небудь пройшов кваліфікацію для Турнір претендентів.

## Відомі ігри
|   | a | b | c | d | e | f | g | h |   |
| 8 | f8 чорна тура · e7 чорна тура · f7 чорний ферзь · g7 чорний пішак · h7 чорний король · b6 чорний пішак · c6 чорний пішак · d6 чорний пішак · h6 чорний пішак · a5 чорний пішак · d5 біла тура · e5 чорний кінь · f5 чорний пішак · h5 білий пішак · c4 білий пішак · e4 чорний кінь · h4 білий кінь · b3 білий пішак · e3 білий пішак · g3 білий пішак · a2 білий пішак · b2 білий слон · e2 білий ферзь · f2 білий пішак · d1 біла тура · g1 білий король | f8 чорна тура · e7 чорна тура · f7 чорний ферзь · g7 чорний пішак · h7 чорний король · b6 чорний пішак · c6 чорний пішак · d6 чорний пішак · h6 чорний пішак · a5 чорний пішак · d5 біла тура · e5 чорний кінь · f5 чорний пішак · h5 білий пішак · c4 білий пішак · e4 чорний кінь · h4 білий кінь · b3 білий пішак · e3 білий пішак · g3 білий пішак · a2 білий пішак · b2 білий слон · e2 білий ферзь · f2 білий пішак · d1 біла тура · g1 білий король | f8 чорна тура · e7 чорна тура · f7 чорний ферзь · g7 чорний пішак · h7 чорний король · b6 чорний пішак · c6 чорний пішак · d6 чорний пішак · h6 чорний пішак · a5 чорний пішак · d5 біла тура · e5 чорний кінь · f5 чорний пішак · h5 білий пішак · c4 білий пішак · e4 чорний кінь · h4 білий кінь · b3 білий пішак · e3 білий пішак · g3 білий пішак · a2 білий пішак · b2 білий слон · e2 білий ферзь · f2 білий пішак · d1 біла тура · g1 білий король | f8 чорна тура · e7 чорна тура · f7 чорний ферзь · g7 чорний пішак · h7 чорний король · b6 чорний пішак · c6 чорний пішак · d6 чорний пішак · h6 чорний пішак · a5 чорний пішак · d5 біла тура · e5 чорний кінь · f5 чорний пішак · h5 білий пішак · c4 білий пішак · e4 чорний кінь · h4 білий кінь · b3 білий пішак · e3 білий пішак · g3 білий пішак · a2 білий пішак · b2 білий слон · e2 білий ферзь · f2 білий пішак · d1 біла тура · g1 білий король | f8 чорна тура · e7 чорна тура · f7 чорний ферзь · g7 чорний пішак · h7 чорний король · b6 чорний пішак · c6 чорний пішак · d6 чорний пішак · h6 чорний пішак · a5 чорний пішак · d5 біла тура · e5 чорний кінь · f5 чорний пішак · h5 білий пішак · c4 білий пішак · e4 чорний кінь · h4 білий кінь · b3 білий пішак · e3 білий пішак · g3 білий пішак · a2 білий пішак · b2 білий слон · e2 білий ферзь · f2 білий пішак · d1 біла тура · g1 білий король | f8 чорна тура · e7 чорна тура · f7 чорний ферзь · g7 чорний пішак · h7 чорний король · b6 чорний пішак · c6 чорний пішак · d6 чорний пішак · h6 чорний пішак · a5 чорний пішак · d5 біла тура · e5 чорний кінь · f5 чорний пішак · h5 білий пішак · c4 білий пішак · e4 чорний кінь · h4 білий кінь · b3 білий пішак · e3 білий пішак · g3 білий пішак · a2 білий пішак · b2 білий слон · e2 білий ферзь · f2 білий пішак · d1 біла тура · g1 білий король | f8 чорна тура · e7 чорна тура · f7 чорний ферзь · g7 чорний пішак · h7 чорний король · b6 чорний пішак · c6 чорний пішак · d6 чорний пішак · h6 чорний пішак · a5 чорний пішак · d5 біла тура · e5 чорний кінь · f5 чорний пішак · h5 білий пішак · c4 білий пішак · e4 чорний кінь · h4 білий кінь · b3 білий пішак · e3 білий пішак · g3 білий пішак · a2 білий пішак · b2 білий слон · e2 білий ферзь · f2 білий пішак · d1 біла тура · g1 білий король | f8 чорна тура · e7 чорна тура · f7 чорний ферзь · g7 чорний пішак · h7 чорний король · b6 чорний пішак · c6 чорний пішак · d6 чорний пішак · h6 чорний пішак · a5 чорний пішак · d5 біла тура · e5 чорний кінь · f5 чорний пішак · h5 білий пішак · c4 білий пішак · e4 чорний кінь · h4 білий кінь · b3 білий пішак · e3 білий пішак · g3 білий пішак · a2 білий пішак · b2 білий слон · e2 білий ферзь · f2 білий пішак · d1 біла тура · g1 білий король | 8 |
| 7 | f8 чорна тура · e7 чорна тура · f7 чорний ферзь · g7 чорний пішак · h7 чорний король · b6 чорний пішак · c6 чорний пішак · d6 чорний пішак · h6 чорний пішак · a5 чорний пішак · d5 біла тура · e5 чорний кінь · f5 чорний пішак · h5 білий пішак · c4 білий пішак · e4 чорний кінь · h4 білий кінь · b3 білий пішак · e3 білий пішак · g3 білий пішак · a2 білий пішак · b2 білий слон · e2 білий ферзь · f2 білий пішак · d1 біла тура · g1 білий король | f8 чорна тура · e7 чорна тура · f7 чорний ферзь · g7 чорний пішак · h7 чорний король · b6 чорний пішак · c6 чорний пішак · d6 чорний пішак · h6 чорний пішак · a5 чорний пішак · d5 біла тура · e5 чорний кінь · f5 чорний пішак · h5 білий пішак · c4 білий пішак · e4 чорний кінь · h4 білий кінь · b3 білий пішак · e3 білий пішак · g3 білий пішак · a2 білий пішак · b2 білий слон · e2 білий ферзь · f2 білий пішак · d1 біла тура · g1 білий король | f8 чорна тура · e7 чорна тура · f7 чорний ферзь · g7 чорний пішак · h7 чорний король · b6 чорний пішак · c6 чорний пішак · d6 чорний пішак · h6 чорний пішак · a5 чорний пішак · d5 біла тура · e5 чорний кінь · f5 чорний пішак · h5 білий пішак · c4 білий пішак · e4 чорний кінь · h4 білий кінь · b3 білий пішак · e3 білий пішак · g3 білий пішак · a2 білий пішак · b2 білий слон · e2 білий ферзь · f2 білий пішак · d1 біла тура · g1 білий король | f8 чорна тура · e7 чорна тура · f7 чорний ферзь · g7 чорний пішак · h7 чорний король · b6 чорний пішак · c6 чорний пішак · d6 чорний пішак · h6 чорний пішак · a5 чорний пішак · d5 біла тура · e5 чорний кінь · f5 чорний пішак · h5 білий пішак · c4 білий пішак · e4 чорний кінь · h4 білий кінь · b3 білий пішак · e3 білий пішак · g3 білий пішак · a2 білий пішак · b2 білий слон · e2 білий ферзь · f2 білий пішак · d1 біла тура · g1 білий король | f8 чорна тура · e7 чорна тура · f7 чорний ферзь · g7 чорний пішак · h7 чорний король · b6 чорний пішак · c6 чорний пішак · d6 чорний пішак · h6 чорний пішак · a5 чорний пішак · d5 біла тура · e5 чорний кінь · f5 чорний пішак · h5 білий пішак · c4 білий пішак · e4 чорний кінь · h4 білий кінь · b3 білий пішак · e3 білий пішак · g3 білий пішак · a2 білий пішак · b2 білий слон · e2 білий ферзь · f2 білий пішак · d1 біла тура · g1 білий король | f8 чорна тура · e7 чорна тура · f7 чорний ферзь · g7 чорний пішак · h7 чорний король · b6 чорний пішак · c6 чорний пішак · d6 чорний пішак · h6 чорний пішак · a5 чорний пішак · d5 біла тура · e5 чорний кінь · f5 чорний пішак · h5 білий пішак · c4 білий пішак · e4 чорний кінь · h4 білий кінь · b3 білий пішак · e3 білий пішак · g3 білий пішак · a2 білий пішак · b2 білий слон · e2 білий ферзь · f2 білий пішак · d1 біла тура · g1 білий король | f8 чорна тура · e7 чорна тура · f7 чорний ферзь · g7 чорний пішак · h7 чорний король · b6 чорний пішак · c6 чорний пішак · d6 чорний пішак · h6 чорний пішак · a5 чорний пішак · d5 біла тура · e5 чорний кінь · f5 чорний пішак · h5 білий пішак · c4 білий пішак · e4 чорний кінь · h4 білий кінь · b3 білий пішак · e3 білий пішак · g3 білий пішак · a2 білий пішак · b2 білий слон · e2 білий ферзь · f2 білий пішак · d1 біла тура · g1 білий король | f8 чорна тура · e7 чорна тура · f7 чорний ферзь · g7 чорний пішак · h7 чорний король · b6 чорний пішак · c6 чорний пішак · d6 чорний пішак · h6 чорний пішак · a5 чорний пішак · d5 біла тура · e5 чорний кінь · f5 чорний пішак · h5 білий пішак · c4 білий пішак · e4 чорний кінь · h4 білий кінь · b3 білий пішак · e3 білий пішак · g3 білий пішак · a2 білий пішак · b2 білий слон · e2 білий ферзь · f2 білий пішак · d1 біла тура · g1 білий король | 7 |
| 6 | f8 чорна тура · e7 чорна тура · f7 чорний ферзь · g7 чорний пішак · h7 чорний король · b6 чорний пішак · c6 чорний пішак · d6 чорний пішак · h6 чорний пішак · a5 чорний пішак · d5 біла тура · e5 чорний кінь · f5 чорний пішак · h5 білий пішак · c4 білий пішак · e4 чорний кінь · h4 білий кінь · b3 білий пішак · e3 білий пішак · g3 білий пішак · a2 білий пішак · b2 білий слон · e2 білий ферзь · f2 білий пішак · d1 біла тура · g1 білий король | f8 чорна тура · e7 чорна тура · f7 чорний ферзь · g7 чорний пішак · h7 чорний король · b6 чорний пішак · c6 чорний пішак · d6 чорний пішак · h6 чорний пішак · a5 чорний пішак · d5 біла тура · e5 чорний кінь · f5 чорний пішак · h5 білий пішак · c4 білий пішак · e4 чорний кінь · h4 білий кінь · b3 білий пішак · e3 білий пішак · g3 білий пішак · a2 білий пішак · b2 білий слон · e2 білий ферзь · f2 білий пішак · d1 біла тура · g1 білий король | f8 чорна тура · e7 чорна тура · f7 чорний ферзь · g7 чорний пішак · h7 чорний король · b6 чорний пішак · c6 чорний пішак · d6 чорний пішак · h6 чорний пішак · a5 чорний пішак · d5 біла тура · e5 чорний кінь · f5 чорний пішак · h5 білий пішак · c4 білий пішак · e4 чорний кінь · h4 білий кінь · b3 білий пішак · e3 білий пішак · g3 білий пішак · a2 білий пішак · b2 білий слон · e2 білий ферзь · f2 білий пішак · d1 біла тура · g1 білий король | f8 чорна тура · e7 чорна тура · f7 чорний ферзь · g7 чорний пішак · h7 чорний король · b6 чорний пішак · c6 чорний пішак · d6 чорний пішак · h6 чорний пішак · a5 чорний пішак · d5 біла тура · e5 чорний кінь · f5 чорний пішак · h5 білий пішак · c4 білий пішак · e4 чорний кінь · h4 білий кінь · b3 білий пішак · e3 білий пішак · g3 білий пішак · a2 білий пішак · b2 білий слон · e2 білий ферзь · f2 білий пішак · d1 біла тура · g1 білий король | f8 чорна тура · e7 чорна тура · f7 чорний ферзь · g7 чорний пішак · h7 чорний король · b6 чорний пішак · c6 чорний пішак · d6 чорний пішак · h6 чорний пішак · a5 чорний пішак · d5 біла тура · e5 чорний кінь · f5 чорний пішак · h5 білий пішак · c4 білий пішак · e4 чорний кінь · h4 білий кінь · b3 білий пішак · e3 білий пішак · g3 білий пішак · a2 білий пішак · b2 білий слон · e2 білий ферзь · f2 білий пішак · d1 біла тура · g1 білий король | f8 чорна тура · e7 чорна тура · f7 чорний ферзь · g7 чорний пішак · h7 чорний король · b6 чорний пішак · c6 чорний пішак · d6 чорний пішак · h6 чорний пішак · a5 чорний пішак · d5 біла тура · e5 чорний кінь · f5 чорний пішак · h5 білий пішак · c4 білий пішак · e4 чорний кінь · h4 білий кінь · b3 білий пішак · e3 білий пішак · g3 білий пішак · a2 білий пішак · b2 білий слон · e2 білий ферзь · f2 білий пішак · d1 біла тура · g1 білий король | f8 чорна тура · e7 чорна тура · f7 чорний ферзь · g7 чорний пішак · h7 чорний король · b6 чорний пішак · c6 чорний пішак · d6 чорний пішак · h6 чорний пішак · a5 чорний пішак · d5 біла тура · e5 чорний кінь · f5 чорний пішак · h5 білий пішак · c4 білий пішак · e4 чорний кінь · h4 білий кінь · b3 білий пішак · e3 білий пішак · g3 білий пішак · a2 білий пішак · b2 білий слон · e2 білий ферзь · f2 білий пішак · d1 біла тура · g1 білий король | f8 чорна тура · e7 чорна тура · f7 чорний ферзь · g7 чорний пішак · h7 чорний король · b6 чорний пішак · c6 чорний пішак · d6 чорний пішак · h6 чорний пішак · a5 чорний пішак · d5 біла тура · e5 чорний кінь · f5 чорний пішак · h5 білий пішак · c4 білий пішак · e4 чорний кінь · h4 білий кінь · b3 білий пішак · e3 білий пішак · g3 білий пішак · a2 білий пішак · b2 білий слон · e2 білий ферзь · f2 білий пішак · d1 біла тура · g1 білий король | 6 |
| 5 | f8 чорна тура · e7 чорна тура · f7 чорний ферзь · g7 чорний пішак · h7 чорний король · b6 чорний пішак · c6 чорний пішак · d6 чорний пішак · h6 чорний пішак · a5 чорний пішак · d5 біла тура · e5 чорний кінь · f5 чорний пішак · h5 білий пішак · c4 білий пішак · e4 чорний кінь · h4 білий кінь · b3 білий пішак · e3 білий пішак · g3 білий пішак · a2 білий пішак · b2 білий слон · e2 білий ферзь · f2 білий пішак · d1 біла тура · g1 білий король | f8 чорна тура · e7 чорна тура · f7 чорний ферзь · g7 чорний пішак · h7 чорний король · b6 чорний пішак · c6 чорний пішак · d6 чорний пішак · h6 чорний пішак · a5 чорний пішак · d5 біла тура · e5 чорний кінь · f5 чорний пішак · h5 білий пішак · c4 білий пішак · e4 чорний кінь · h4 білий кінь · b3 білий пішак · e3 білий пішак · g3 білий пішак · a2 білий пішак · b2 білий слон · e2 білий ферзь · f2 білий пішак · d1 біла тура · g1 білий король | f8 чорна тура · e7 чорна тура · f7 чорний ферзь · g7 чорний пішак · h7 чорний король · b6 чорний пішак · c6 чорний пішак · d6 чорний пішак · h6 чорний пішак · a5 чорний пішак · d5 біла тура · e5 чорний кінь · f5 чорний пішак · h5 білий пішак · c4 білий пішак · e4 чорний кінь · h4 білий кінь · b3 білий пішак · e3 білий пішак · g3 білий пішак · a2 білий пішак · b2 білий слон · e2 білий ферзь · f2 білий пішак · d1 біла тура · g1 білий король | f8 чорна тура · e7 чорна тура · f7 чорний ферзь · g7 чорний пішак · h7 чорний король · b6 чорний пішак · c6 чорний пішак · d6 чорний пішак · h6 чорний пішак · a5 чорний пішак · d5 біла тура · e5 чорний кінь · f5 чорний пішак · h5 білий пішак · c4 білий пішак · e4 чорний кінь · h4 білий кінь · b3 білий пішак · e3 білий пішак · g3 білий пішак · a2 білий пішак · b2 білий слон · e2 білий ферзь · f2 білий пішак · d1 біла тура · g1 білий король | f8 чорна тура · e7 чорна тура · f7 чорний ферзь · g7 чорний пішак · h7 чорний король · b6 чорний пішак · c6 чорний пішак · d6 чорний пішак · h6 чорний пішак · a5 чорний пішак · d5 біла тура · e5 чорний кінь · f5 чорний пішак · h5 білий пішак · c4 білий пішак · e4 чорний кінь · h4 білий кінь · b3 білий пішак · e3 білий пішак · g3 білий пішак · a2 білий пішак · b2 білий слон · e2 білий ферзь · f2 білий пішак · d1 біла тура · g1 білий король | f8 чорна тура · e7 чорна тура · f7 чорний ферзь · g7 чорний пішак · h7 чорний король · b6 чорний пішак · c6 чорний пішак · d6 чорний пішак · h6 чорний пішак · a5 чорний пішак · d5 біла тура · e5 чорний кінь · f5 чорний пішак · h5 білий пішак · c4 білий пішак · e4 чорний кінь · h4 білий кінь · b3 білий пішак · e3 білий пішак · g3 білий пішак · a2 білий пішак · b2 білий слон · e2 білий ферзь · f2 білий пішак · d1 біла тура · g1 білий король | f8 чорна тура · e7 чорна тура · f7 чорний ферзь · g7 чорний пішак · h7 чорний король · b6 чорний пішак · c6 чорний пішак · d6 чорний пішак · h6 чорний пішак · a5 чорний пішак · d5 біла тура · e5 чорний кінь · f5 чорний пішак · h5 білий пішак · c4 білий пішак · e4 чорний кінь · h4 білий кінь · b3 білий пішак · e3 білий пішак · g3 білий пішак · a2 білий пішак · b2 білий слон · e2 білий ферзь · f2 білий пішак · d1 біла тура · g1 білий король | f8 чорна тура · e7 чорна тура · f7 чорний ферзь · g7 чорний пішак · h7 чорний король · b6 чорний пішак · c6 чорний пішак · d6 чорний пішак · h6 чорний пішак · a5 чорний пішак · d5 біла тура · e5 чорний кінь · f5 чорний пішак · h5 білий пішак · c4 білий пішак · e4 чорний кінь · h4 білий кінь · b3 білий пішак · e3 білий пішак · g3 білий пішак · a2 білий пішак · b2 білий слон · e2 білий ферзь · f2 білий пішак · d1 біла тура · g1 білий король | 5 |
| 4 | f8 чорна тура · e7 чорна тура · f7 чорний ферзь · g7 чорний пішак · h7 чорний король · b6 чорний пішак · c6 чорний пішак · d6 чорний пішак · h6 чорний пішак · a5 чорний пішак · d5 біла тура · e5 чорний кінь · f5 чорний пішак · h5 білий пішак · c4 білий пішак · e4 чорний кінь · h4 білий кінь · b3 білий пішак · e3 білий пішак · g3 білий пішак · a2 білий пішак · b2 білий слон · e2 білий ферзь · f2 білий пішак · d1 біла тура · g1 білий король | f8 чорна тура · e7 чорна тура · f7 чорний ферзь · g7 чорний пішак · h7 чорний король · b6 чорний пішак · c6 чорний пішак · d6 чорний пішак · h6 чорний пішак · a5 чорний пішак · d5 біла тура · e5 чорний кінь · f5 чорний пішак · h5 білий пішак · c4 білий пішак · e4 чорний кінь · h4 білий кінь · b3 білий пішак · e3 білий пішак · g3 білий пішак · a2 білий пішак · b2 білий слон · e2 білий ферзь · f2 білий пішак · d1 біла тура · g1 білий король | f8 чорна тура · e7 чорна тура · f7 чорний ферзь · g7 чорний пішак · h7 чорний король · b6 чорний пішак · c6 чорний пішак · d6 чорний пішак · h6 чорний пішак · a5 чорний пішак · d5 біла тура · e5 чорний кінь · f5 чорний пішак · h5 білий пішак · c4 білий пішак · e4 чорний кінь · h4 білий кінь · b3 білий пішак · e3 білий пішак · g3 білий пішак · a2 білий пішак · b2 білий слон · e2 білий ферзь · f2 білий пішак · d1 біла тура · g1 білий король | f8 чорна тура · e7 чорна тура · f7 чорний ферзь · g7 чорний пішак · h7 чорний король · b6 чорний пішак · c6 чорний пішак · d6 чорний пішак · h6 чорний пішак · a5 чорний пішак · d5 біла тура · e5 чорний кінь · f5 чорний пішак · h5 білий пішак · c4 білий пішак · e4 чорний кінь · h4 білий кінь · b3 білий пішак · e3 білий пішак · g3 білий пішак · a2 білий пішак · b2 білий слон · e2 білий ферзь · f2 білий пішак · d1 біла тура · g1 білий король | f8 чорна тура · e7 чорна тура · f7 чорний ферзь · g7 чорний пішак · h7 чорний король · b6 чорний пішак · c6 чорний пішак · d6 чорний пішак · h6 чорний пішак · a5 чорний пішак · d5 біла тура · e5 чорний кінь · f5 чорний пішак · h5 білий пішак · c4 білий пішак · e4 чорний кінь · h4 білий кінь · b3 білий пішак · e3 білий пішак · g3 білий пішак · a2 білий пішак · b2 білий слон · e2 білий ферзь · f2 білий пішак · d1 біла тура · g1 білий король | f8 чорна тура · e7 чорна тура · f7 чорний ферзь · g7 чорний пішак · h7 чорний король · b6 чорний пішак · c6 чорний пішак · d6 чорний пішак · h6 чорний пішак · a5 чорний пішак · d5 біла тура · e5 чорний кінь · f5 чорний пішак · h5 білий пішак · c4 білий пішак · e4 чорний кінь · h4 білий кінь · b3 білий пішак · e3 білий пішак · g3 білий пішак · a2 білий пішак · b2 білий слон · e2 білий ферзь · f2 білий пішак · d1 біла тура · g1 білий король | f8 чорна тура · e7 чорна тура · f7 чорний ферзь · g7 чорний пішак · h7 чорний король · b6 чорний пішак · c6 чорний пішак · d6 чорний пішак · h6 чорний пішак · a5 чорний пішак · d5 біла тура · e5 чорний кінь · f5 чорний пішак · h5 білий пішак · c4 білий пішак · e4 чорний кінь · h4 білий кінь · b3 білий пішак · e3 білий пішак · g3 білий пішак · a2 білий пішак · b2 білий слон · e2 білий ферзь · f2 білий пішак · d1 біла тура · g1 білий король | f8 чорна тура · e7 чорна тура · f7 чорний ферзь · g7 чорний пішак · h7 чорний король · b6 чорний пішак · c6 чорний пішак · d6 чорний пішак · h6 чорний пішак · a5 чорний пішак · d5 біла тура · e5 чорний кінь · f5 чорний пішак · h5 білий пішак · c4 білий пішак · e4 чорний кінь · h4 білий кінь · b3 білий пішак · e3 білий пішак · g3 білий пішак · a2 білий пішак · b2 білий слон · e2 білий ферзь · f2 білий пішак · d1 біла тура · g1 білий король | 4 |
| 3 | f8 чорна тура · e7 чорна тура · f7 чорний ферзь · g7 чорний пішак · h7 чорний король · b6 чорний пішак · c6 чорний пішак · d6 чорний пішак · h6 чорний пішак · a5 чорний пішак · d5 біла тура · e5 чорний кінь · f5 чорний пішак · h5 білий пішак · c4 білий пішак · e4 чорний кінь · h4 білий кінь · b3 білий пішак · e3 білий пішак · g3 білий пішак · a2 білий пішак · b2 білий слон · e2 білий ферзь · f2 білий пішак · d1 біла тура · g1 білий король | f8 чорна тура · e7 чорна тура · f7 чорний ферзь · g7 чорний пішак · h7 чорний король · b6 чорний пішак · c6 чорний пішак · d6 чорний пішак · h6 чорний пішак · a5 чорний пішак · d5 біла тура · e5 чорний кінь · f5 чорний пішак · h5 білий пішак · c4 білий пішак · e4 чорний кінь · h4 білий кінь · b3 білий пішак · e3 білий пішак · g3 білий пішак · a2 білий пішак · b2 білий слон · e2 білий ферзь · f2 білий пішак · d1 біла тура · g1 білий король | f8 чорна тура · e7 чорна тура · f7 чорний ферзь · g7 чорний пішак · h7 чорний король · b6 чорний пішак · c6 чорний пішак · d6 чорний пішак · h6 чорний пішак · a5 чорний пішак · d5 біла тура · e5 чорний кінь · f5 чорний пішак · h5 білий пішак · c4 білий пішак · e4 чорний кінь · h4 білий кінь · b3 білий пішак · e3 білий пішак · g3 білий пішак · a2 білий пішак · b2 білий слон · e2 білий ферзь · f2 білий пішак · d1 біла тура · g1 білий король | f8 чорна тура · e7 чорна тура · f7 чорний ферзь · g7 чорний пішак · h7 чорний король · b6 чорний пішак · c6 чорний пішак · d6 чорний пішак · h6 чорний пішак · a5 чорний пішак · d5 біла тура · e5 чорний кінь · f5 чорний пішак · h5 білий пішак · c4 білий пішак · e4 чорний кінь · h4 білий кінь · b3 білий пішак · e3 білий пішак · g3 білий пішак · a2 білий пішак · b2 білий слон · e2 білий ферзь · f2 білий пішак · d1 біла тура · g1 білий король | f8 чорна тура · e7 чорна тура · f7 чорний ферзь · g7 чорний пішак · h7 чорний король · b6 чорний пішак · c6 чорний пішак · d6 чорний пішак · h6 чорний пішак · a5 чорний пішак · d5 біла тура · e5 чорний кінь · f5 чорний пішак · h5 білий пішак · c4 білий пішак · e4 чорний кінь · h4 білий кінь · b3 білий пішак · e3 білий пішак · g3 білий пішак · a2 білий пішак · b2 білий слон · e2 білий ферзь · f2 білий пішак · d1 біла тура · g1 білий король | f8 чорна тура · e7 чорна тура · f7 чорний ферзь · g7 чорний пішак · h7 чорний король · b6 чорний пішак · c6 чорний пішак · d6 чорний пішак · h6 чорний пішак · a5 чорний пішак · d5 біла тура · e5 чорний кінь · f5 чорний пішак · h5 білий пішак · c4 білий пішак · e4 чорний кінь · h4 білий кінь · b3 білий пішак · e3 білий пішак · g3 білий пішак · a2 білий пішак · b2 білий слон · e2 білий ферзь · f2 білий пішак · d1 біла тура · g1 білий король | f8 чорна тура · e7 чорна тура · f7 чорний ферзь · g7 чорний пішак · h7 чорний король · b6 чорний пішак · c6 чорний пішак · d6 чорний пішак · h6 чорний пішак · a5 чорний пішак · d5 біла тура · e5 чорний кінь · f5 чорний пішак · h5 білий пішак · c4 білий пішак · e4 чорний кінь · h4 білий кінь · b3 білий пішак · e3 білий пішак · g3 білий пішак · a2 білий пішак · b2 білий слон · e2 білий ферзь · f2 білий пішак · d1 біла тура · g1 білий король | f8 чорна тура · e7 чорна тура · f7 чорний ферзь · g7 чорний пішак · h7 чорний король · b6 чорний пішак · c6 чорний пішак · d6 чорний пішак · h6 чорний пішак · a5 чорний пішак · d5 біла тура · e5 чорний кінь · f5 чорний пішак · h5 білий пішак · c4 білий пішак · e4 чорний кінь · h4 білий кінь · b3 білий пішак · e3 білий пішак · g3 білий пішак · a2 білий пішак · b2 білий слон · e2 білий ферзь · f2 білий пішак · d1 біла тура · g1 білий король | 3 |
| 2 | f8 чорна тура · e7 чорна тура · f7 чорний ферзь · g7 чорний пішак · h7 чорний король · b6 чорний пішак · c6 чорний пішак · d6 чорний пішак · h6 чорний пішак · a5 чорний пішак · d5 біла тура · e5 чорний кінь · f5 чорний пішак · h5 білий пішак · c4 білий пішак · e4 чорний кінь · h4 білий кінь · b3 білий пішак · e3 білий пішак · g3 білий пішак · a2 білий пішак · b2 білий слон · e2 білий ферзь · f2 білий пішак · d1 біла тура · g1 білий король | f8 чорна тура · e7 чорна тура · f7 чорний ферзь · g7 чорний пішак · h7 чорний король · b6 чорний пішак · c6 чорний пішак · d6 чорний пішак · h6 чорний пішак · a5 чорний пішак · d5 біла тура · e5 чорний кінь · f5 чорний пішак · h5 білий пішак · c4 білий пішак · e4 чорний кінь · h4 білий кінь · b3 білий пішак · e3 білий пішак · g3 білий пішак · a2 білий пішак · b2 білий слон · e2 білий ферзь · f2 білий пішак · d1 біла тура · g1 білий король | f8 чорна тура · e7 чорна тура · f7 чорний ферзь · g7 чорний пішак · h7 чорний король · b6 чорний пішак · c6 чорний пішак · d6 чорний пішак · h6 чорний пішак · a5 чорний пішак · d5 біла тура · e5 чорний кінь · f5 чорний пішак · h5 білий пішак · c4 білий пішак · e4 чорний кінь · h4 білий кінь · b3 білий пішак · e3 білий пішак · g3 білий пішак · a2 білий пішак · b2 білий слон · e2 білий ферзь · f2 білий пішак · d1 біла тура · g1 білий король | f8 чорна тура · e7 чорна тура · f7 чорний ферзь · g7 чорний пішак · h7 чорний король · b6 чорний пішак · c6 чорний пішак · d6 чорний пішак · h6 чорний пішак · a5 чорний пішак · d5 біла тура · e5 чорний кінь · f5 чорний пішак · h5 білий пішак · c4 білий пішак · e4 чорний кінь · h4 білий кінь · b3 білий пішак · e3 білий пішак · g3 білий пішак · a2 білий пішак · b2 білий слон · e2 білий ферзь · f2 білий пішак · d1 біла тура · g1 білий король | f8 чорна тура · e7 чорна тура · f7 чорний ферзь · g7 чорний пішак · h7 чорний король · b6 чорний пішак · c6 чорний пішак · d6 чорний пішак · h6 чорний пішак · a5 чорний пішак · d5 біла тура · e5 чорний кінь · f5 чорний пішак · h5 білий пішак · c4 білий пішак · e4 чорний кінь · h4 білий кінь · b3 білий пішак · e3 білий пішак · g3 білий пішак · a2 білий пішак · b2 білий слон · e2 білий ферзь · f2 білий пішак · d1 біла тура · g1 білий король | f8 чорна тура · e7 чорна тура · f7 чорний ферзь · g7 чорний пішак · h7 чорний король · b6 чорний пішак · c6 чорний пішак · d6 чорний пішак · h6 чорний пішак · a5 чорний пішак · d5 біла тура · e5 чорний кінь · f5 чорний пішак · h5 білий пішак · c4 білий пішак · e4 чорний кінь · h4 білий кінь · b3 білий пішак · e3 білий пішак · g3 білий пішак · a2 білий пішак · b2 білий слон · e2 білий ферзь · f2 білий пішак · d1 біла тура · g1 білий король | f8 чорна тура · e7 чорна тура · f7 чорний ферзь · g7 чорний пішак · h7 чорний король · b6 чорний пішак · c6 чорний пішак · d6 чорний пішак · h6 чорний пішак · a5 чорний пішак · d5 біла тура · e5 чорний кінь · f5 чорний пішак · h5 білий пішак · c4 білий пішак · e4 чорний кінь · h4 білий кінь · b3 білий пішак · e3 білий пішак · g3 білий пішак · a2 білий пішак · b2 білий слон · e2 білий ферзь · f2 білий пішак · d1 біла тура · g1 білий король | f8 чорна тура · e7 чорна тура · f7 чорний ферзь · g7 чорний пішак · h7 чорний король · b6 чорний пішак · c6 чорний пішак · d6 чорний пішак · h6 чорний пішак · a5 чорний пішак · d5 біла тура · e5 чорний кінь · f5 чорний пішак · h5 білий пішак · c4 білий пішак · e4 чорний кінь · h4 білий кінь · b3 білий пішак · e3 білий пішак · g3 білий пішак · a2 білий пішак · b2 білий слон · e2 білий ферзь · f2 білий пішак · d1 біла тура · g1 білий король | 2 |
| 1 | f8 чорна тура · e7 чорна тура · f7 чорний ферзь · g7 чорний пішак · h7 чорний король · b6 чорний пішак · c6 чорний пішак · d6 чорний пішак · h6 чорний пішак · a5 чорний пішак · d5 біла тура · e5 чорний кінь · f5 чорний пішак · h5 білий пішак · c4 білий пішак · e4 чорний кінь · h4 білий кінь · b3 білий пішак · e3 білий пішак · g3 білий пішак · a2 білий пішак · b2 білий слон · e2 білий ферзь · f2 білий пішак · d1 біла тура · g1 білий король | f8 чорна тура · e7 чорна тура · f7 чорний ферзь · g7 чорний пішак · h7 чорний король · b6 чорний пішак · c6 чорний пішак · d6 чорний пішак · h6 чорний пішак · a5 чорний пішак · d5 біла тура · e5 чорний кінь · f5 чорний пішак · h5 білий пішак · c4 білий пішак · e4 чорний кінь · h4 білий кінь · b3 білий пішак · e3 білий пішак · g3 білий пішак · a2 білий пішак · b2 білий слон · e2 білий ферзь · f2 білий пішак · d1 біла тура · g1 білий король | f8 чорна тура · e7 чорна тура · f7 чорний ферзь · g7 чорний пішак · h7 чорний король · b6 чорний пішак · c6 чорний пішак · d6 чорний пішак · h6 чорний пішак · a5 чорний пішак · d5 біла тура · e5 чорний кінь · f5 чорний пішак · h5 білий пішак · c4 білий пішак · e4 чорний кінь · h4 білий кінь · b3 білий пішак · e3 білий пішак · g3 білий пішак · a2 білий пішак · b2 білий слон · e2 білий ферзь · f2 білий пішак · d1 біла тура · g1 білий король | f8 чорна тура · e7 чорна тура · f7 чорний ферзь · g7 чорний пішак · h7 чорний король · b6 чорний пішак · c6 чорний пішак · d6 чорний пішак · h6 чорний пішак · a5 чорний пішак · d5 біла тура · e5 чорний кінь · f5 чорний пішак · h5 білий пішак · c4 білий пішак · e4 чорний кінь · h4 білий кінь · b3 білий пішак · e3 білий пішак · g3 білий пішак · a2 білий пішак · b2 білий слон · e2 білий ферзь · f2 білий пішак · d1 біла тура · g1 білий король | f8 чорна тура · e7 чорна тура · f7 чорний ферзь · g7 чорний пішак · h7 чорний король · b6 чорний пішак · c6 чорний пішак · d6 чорний пішак · h6 чорний пішак · a5 чорний пішак · d5 біла тура · e5 чорний кінь · f5 чорний пішак · h5 білий пішак · c4 білий пішак · e4 чорний кінь · h4 білий кінь · b3 білий пішак · e3 білий пішак · g3 білий пішак · a2 білий пішак · b2 білий слон · e2 білий ферзь · f2 білий пішак · d1 біла тура · g1 білий король | f8 чорна тура · e7 чорна тура · f7 чорний ферзь · g7 чорний пішак · h7 чорний король · b6 чорний пішак · c6 чорний пішак · d6 чорний пішак · h6 чорний пішак · a5 чорний пішак · d5 біла тура · e5 чорний кінь · f5 чорний пішак · h5 білий пішак · c4 білий пішак · e4 чорний кінь · h4 білий кінь · b3 білий пішак · e3 білий пішак · g3 білий пішак · a2 білий пішак · b2 білий слон · e2 білий ферзь · f2 білий пішак · d1 біла тура · g1 білий король | f8 чорна тура · e7 чорна тура · f7 чорний ферзь · g7 чорний пішак · h7 чорний король · b6 чорний пішак · c6 чорний пішак · d6 чорний пішак · h6 чорний пішак · a5 чорний пішак · d5 біла тура · e5 чорний кінь · f5 чорний пішак · h5 білий пішак · c4 білий пішак · e4 чорний кінь · h4 білий кінь · b3 білий пішак · e3 білий пішак · g3 білий пішак · a2 білий пішак · b2 білий слон · e2 білий ферзь · f2 білий пішак · d1 біла тура · g1 білий король | f8 чорна тура · e7 чорна тура · f7 чорний ферзь · g7 чорний пішак · h7 чорний король · b6 чорний пішак · c6 чорний пішак · d6 чорний пішак · h6 чорний пішак · a5 чорний пішак · d5 біла тура · e5 чорний кінь · f5 чорний пішак · h5 білий пішак · c4 білий пішак · e4 чорний кінь · h4 білий кінь · b3 білий пішак · e3 білий пішак · g3 білий пішак · a2 білий пішак · b2 білий слон · e2 білий ферзь · f2 білий пішак · d1 біла тура · g1 білий король | 1 |
|   | a | b | c | d | e | f | g | h |   |

Петер Нільсен проти Хенріка Даніельсена, Чемпіонат Данії (плей-офф) 1996 1. c4 f5 2. Кc3 Кf6 3. d4 e6 4. Nf3 Bb4 5. Qb3 a5 6. g3 b6 7. Сg2 Сb7 8. 0-0 0-0 9. Лd1 Фc8 10. Фc2 Вxc3 11. Фxc3 d6 12. b3 Nbd7 13. Ne1 h6 14. Bb2 Bxg2 15. Кxg2 Фe8 16. Rac1 Qf7 17. Фc2 Кe4 18. Ba3 e5 19. dxe5 Nxe5 20. Bb2 Ng6 21. e3 Rae8 22. Qe2 Re7 23. Рd5 Kh7 24. Rcd1 Ng5 25. h4 Ne4 26. h5 Ne5 27. Nh4 c6 (схема) 28. Rxd6 Ng4 Навіть після найкращого ходу 28...Nxd6, позиція білих набагато краще після 29. Rxd6 Kg8 30. Сxe5 Лxe5 31. Ng6 Re6 32. Лxe6 Фxe6 33. Кxf8 Крxf8 34. Qd3. Але чорні роблять слабший хід і швидко програють. 29. Rg6 Rg8 30. Rf1 Ng5 31. Фd3 Нh3+ 32. Kg2 Nhxf2 33. Rxf2 Лd7 34. Фc3 Кxf2 35. Kxf2 Qe6 36. Rxe6 1–0

## Пітер Гейне Нільсен та Україна
Пітер Гейне Нільсен є одним з найбільших друзів України в світі шахів. Протягом багатьох років він послідовно виступає за зменшення впливу представників Росії в ФІДЕ. В 2022 році на виборах президенту ФІДЕ він підтримав кандидатуру українського гросмейстера Андрія Баришполеця. Також він багаторазово виступав з критикою діючого керівництва ФІДЕ на чолі з Аркадієм Дворковичем та звертав уваги на порушення регламенту ФІДЕ з боку Федерації Шахів Росії. Так, наприклад, в травні 2024 року Пітер Гейне Нільсен разом з Федерацією шахів України подав офіційну скаргу до етичної комісії ФІДЕ з приводу участі в чемпіонаті Росії команд з окупованих територій України.